# Chiemsee
Chiemsee (phát âm tiếng Đức: [ˈkiːmzeː]) là một hồ thiên nhiên tại Bayern, Đức, nằm giữa Rosenheim, Đức, và Salzburg, Áo. Nó thường được gọi là"Biển Bayern". Sông Tiroler Achen và Prien chảy vào hồ này; sông Alz, chảy ra từ hồ này.
Vùng chung quanh Chiemsee được gọi là Chiemgau và là một vùng nghỉ mát nổi tiếng.

## Đảo

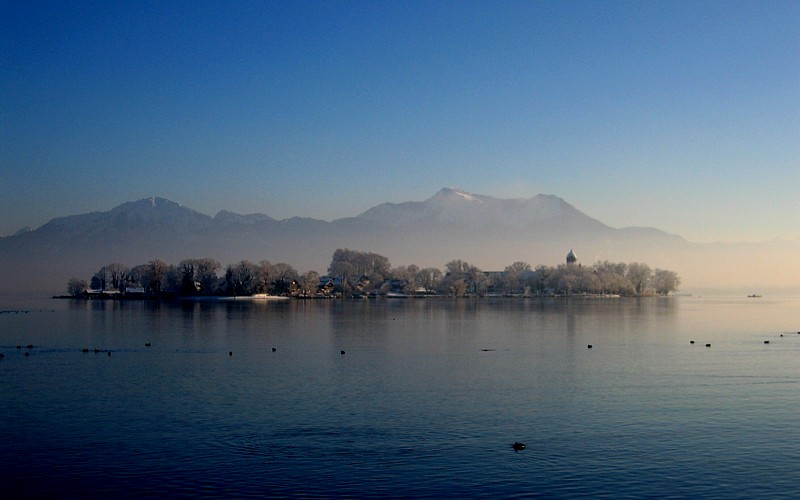
Fraueninsel vào mùa đông
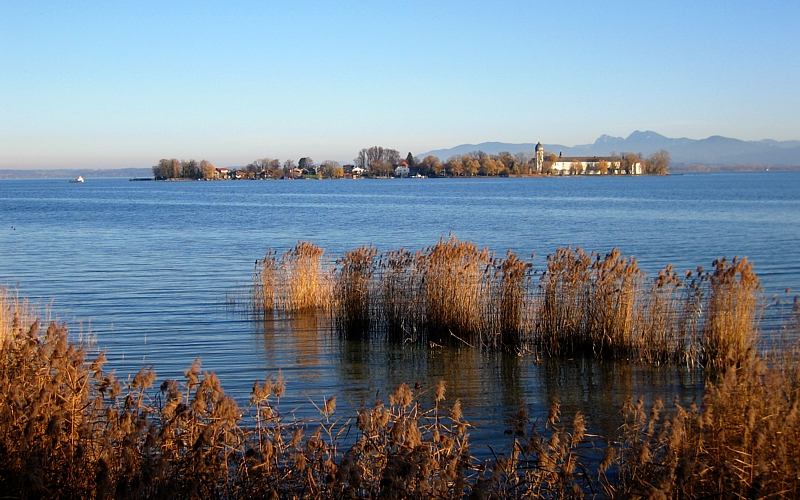
Fraueninsel với tu viện
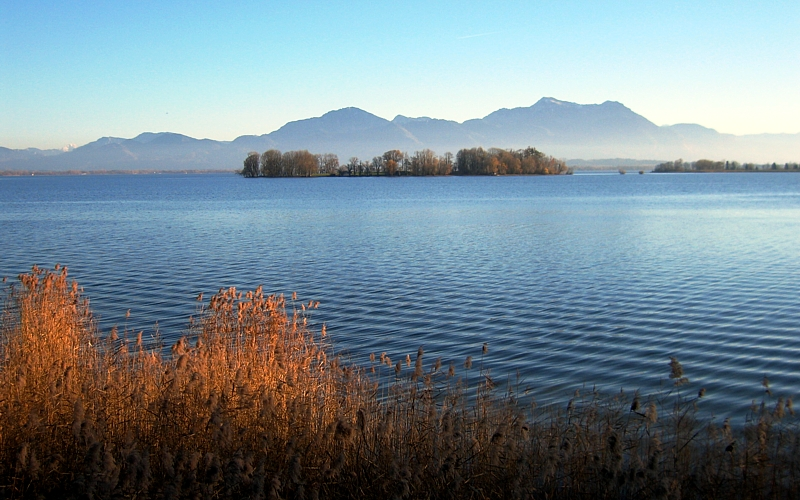
Krautinsel
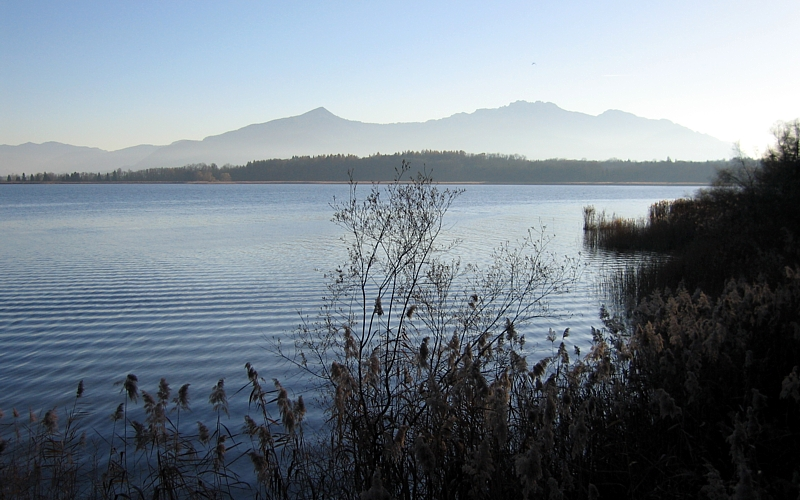
Herreninsel
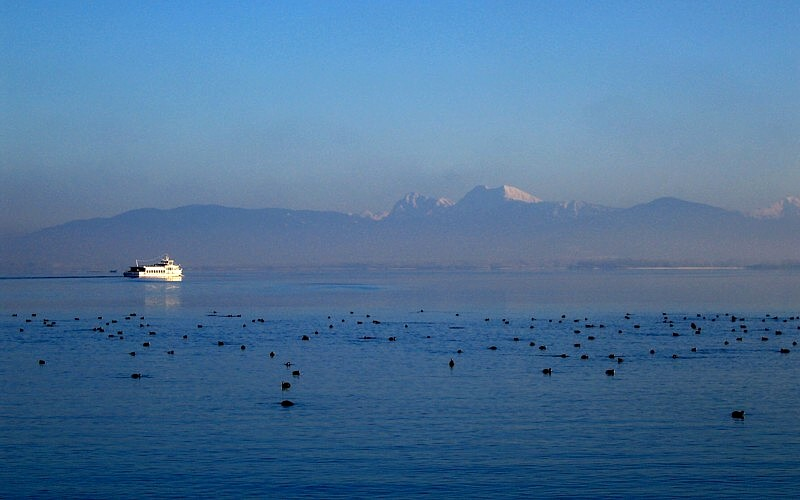
Chiemsee vào mùa đông
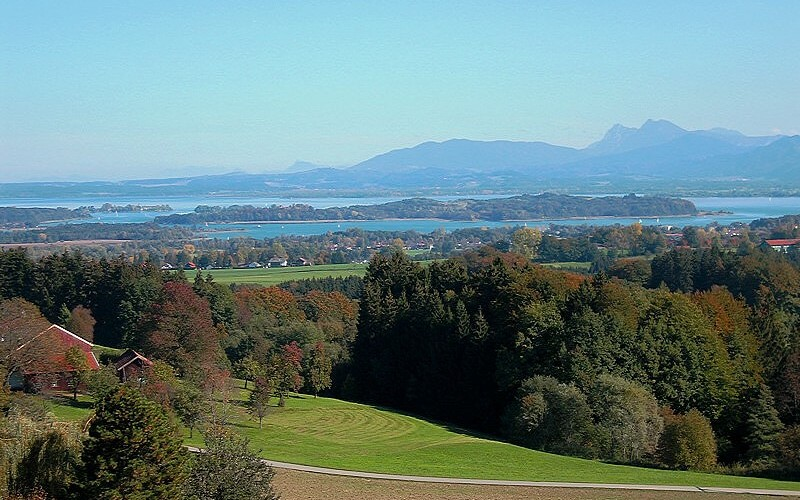
Chiemsee vào mùa thu
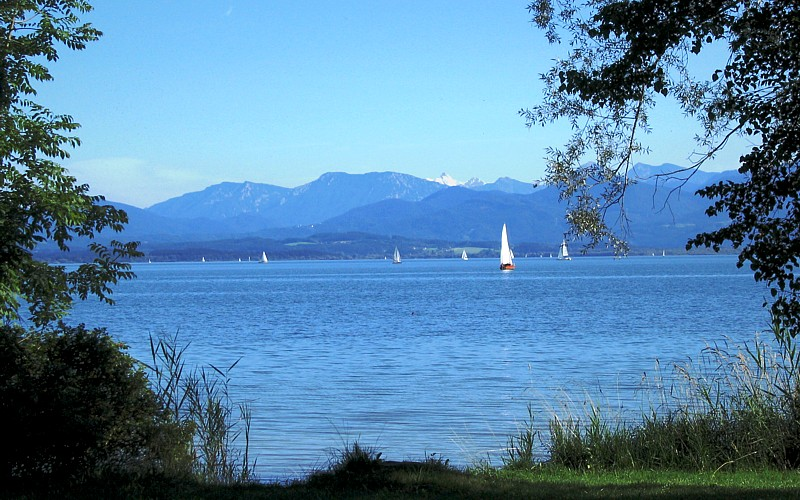
Chiemsee trong mùa hè
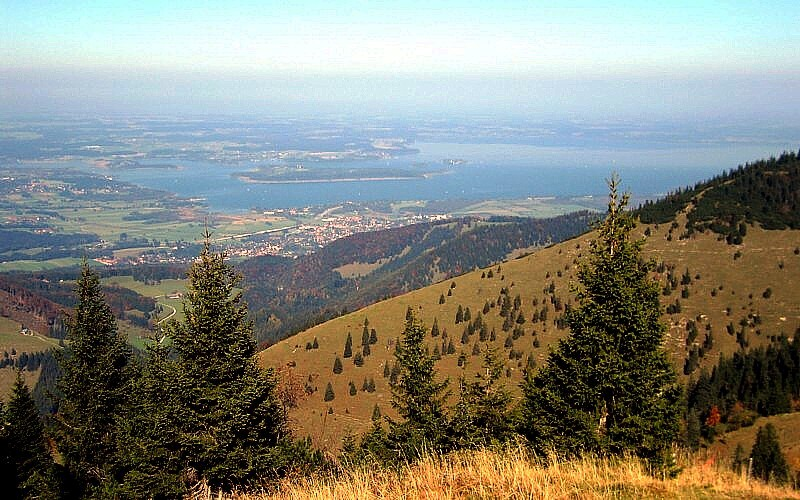
Nhìn từ dãy núi Alpen
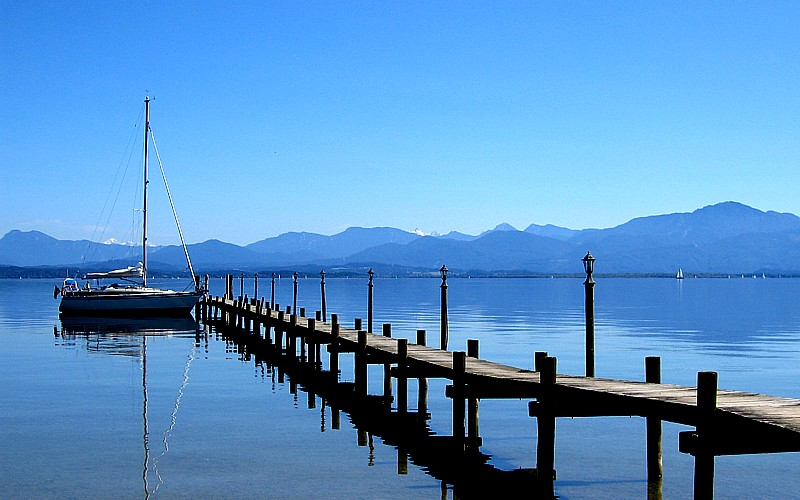
Chiemsee